# Hydriomena abacta
Hydriomena abacta là một loài bướm đêm trong họ Geometridae.